# حمد الحربی
حمد الحربی (انگلیسی: Hamad Al Harbi؛ زادهٔ ۷ مهٔ ۱۹۸۰) بازیکن فوتبال اهل کویت بود.
وی همچنین در تیم ملی فوتبال کویت بازی کرده‌است.